# HTC One V
HTC One V(型號：T320e)是HTC Legend和HTC Hero的后续产品，於2012年2月27日在巴塞隆納全球移動通訊大會正式發表，預計4月起全球販售。HTC One V延续了经典的下巴设计，備有黒色與灰色版本。HTC One V是HTC One系列中的入門機，V 是有 Value 的意思。

## 硬件

### 機身
採用了流線形金屬機身，9.24mm 厚度，機頂有 3.5mm 耳機插孔、指示燈及開關鍵，機身右側有音量鍵，左側就有 micro USB 端子。繼承了Hero開始的 15 度下巴經典設計，令收音更清晰。

### 螢幕
HTC One V採用 3.7 吋多點觸控TFT、Gorilla Glass 強化玻璃螢幕，解析度為480x800，採用 Super LCD 技術和標準 RGB 排序方式，可視角極廣，支援最多 10 點多點觸控。螢幕三大功能鍵被 Gorilla Glass 覆蓋，分別為「返回」、「首頁」及「多工」。

### 相機
- 擁有500萬像素、28mm廣角鏡
- f/2.0光圈後置鏡頭 (比 f/2.4 光圈鏡頭能讓多達 44% 的光源進入測光元件，令用家更易拍出清晰相片)[2]
- 具懂得偵測物件與鏡頭距離從而決定輸出力度的智能 LED 閃光燈
- 具有 BSI 高感光低雜訊感應器，在低光源環境下也拍攝出高清晰度及沒有偏色的相片
- 具有處理拍攝影像的獨立晶片  HTC ImageChip，能大幅提升拍攝程式啟動及自動對焦速度。相機對焦速度只有 0.2 秒，相機啟動時間0.7 秒

；並能實現 Video Pic 邊錄邊拍、全景模式拍攝和以每秒2 FPS速度、最多拍攝 30 張全畫素連拍。
- 能拍攝 1280 x 720 高清解像的影片（英语：High-definition video）
- 支援HDR高動態範圍相片拍攝
- 不備前置鏡頭

### 其他
- 支援 Beats audio音效提升技術，可在聽音樂、看影片的時候開啟。
- CPU 為Qualcomm MSM8255，配搭Adreno 205 GPU，有硬體圖形加速的功能，內置512 MB RAM、4GB快閃記憶體儲存。設有micro USB連接埠，可支援最大32G擴充記憶體。
- 具重力感應器、接距感應器、光源感應器
- One V通過PS認證（PlayStation Certified）,可以執行PlayStation Mobile專屬的Apps

## 軟件
採用了Android 4.0.3 Ice Cream Sandwich 作業系統，搭配HTC Sense 4.0 操作介面

## 註腳
1. ↑  . ePrice.   [2012-06-03]. （原始内容存档于2013-02-17）.
2. ↑  . DCFever.   [2012-06-03]. （原始内容存档于2012-07-04）.

## 外部連結
- HTC One 形象網站[永久]
- HTC官方網站 HTC One V  中文